# Hypolimnas signata
Hypolimnas signata är en fjärilsart som beskrevs av James John Joicey och Talbot 1924. Hypolimnas signata ingår i släktet Hypolimnas och familjen praktfjärilar. Inga underarter finns listade i Catalogue of Life.